# Forza d'Agrò

Ubicació de Forza d'Agrò dins la província

Forza d'Agrò (sicilià Forza d'Agrò) és un municipi italià, dins de la ciutat metropolitana de Messina. L'any 2007 tenia 898 habitants. Limita amb els municipis de Casalvecchio Siculo, Gallodoro, Letojanni, Limina, Mongiuffi Melia, Sant'Alessio Siculo i Savoca.

## Administració
| Període | Identitat              | Partit        |
| ------- | ---------------------- | ------------- |
| 2009-   | Pasquale Fabio Di Cara | Llista cívica |

## Curiositats
En aquest municipi es va rodar la pel·lícula Jessica, de Jean Negulesco, i els exteriors dels films de Francis Ford Coppola El Padrí, El Padrí II i El Padrí III.